# Gerhard Thiede
Gerhard Thiede (* 21. Mai 1907 in Borek, Kreis Koschmin, Provinz Posen; † 24. September 1986) war ein deutscher Kommunalpolitiker (NSDAP, später parteilos). Er war von 1943 bis 1945 Bürgermeister in Eilenburg und von 1957 bis 1975 in Markdorf (Bodenseekreis).

## Leben

### Frühe Jahre und Ausbildung
Thiede wurde 1907 als Sohn eines Lehrers in Borek geboren. Als der Kreis Koschmin den Bestimmungen des Versailler Vertrages zufolge vom Deutschen Reich an Polen abgetreten werden musste, verließ die Familie 1919 die Region und übersiedelte nach Zörbig im Kreis Bitterfeld (Provinz Sachsen). Nach der Schule erlernte Thiede zunächst den Beruf des Zimmermanns. Anschließend besuchte er die Städtische Bauschule Zerbst/Anhalt und die Staatliche Baugewerkschule Magdeburg und schloss diese als Hochbautechniker ab. Von 1927 bis 1937 übte er diesen Beruf in Halle (Saale) aus. Ab 1937 war Thiede hauptberuflich als Kommunalpolitiker tätig.
Thiede heiratete am 21. Mai 1929 in Zörbig die Tochter des Stadtkämmerers und örtlichen Sparkassenleiters. Aus der Ehe gingen zwei Töchter und ein Sohn († 1992) hervor.

### Erste kommunalpolitische Ämter in der NS-Zeit
Thiede trat am 1. September 1930 der NSDAP bei und war später Ortsgruppenleiter seiner Partei in Zörbig. Er arbeitete zunächst ehrenamtlich bei der Zörbiger Stadtverwaltung; zuletzt hatte er dort das Amt des 1. Beigeordneten inne. 1937 bewarb sich Thiede auf die Stelle des Bürgermeisters der Industriegemeinde Greppin und konnte sich unter zwanzig Bewerbern durchsetzen. Am 16. Juni 1937 wurde er in das Amt eingeführt, welches er bis 1943 mit „besondere[m] Geschick auf kommunalpolitischem Gebiet“ bekleidete. 

### Bürgermeister in Eilenburg
Mit den Empfehlungen des Bitterfelder stellvertretenden Landrats wurde Thiede im Oktober (oder April) 1943 zum Bürgermeister von Eilenburg gewählt. Möglicherweise führte er die Amtsgeschäfte schon seit 1942 kommissarisch. In Eilenburg bewohnte Thiede das Bürgermeisterhaus in der Angerstraße (heute: Am Anger). Zum Ende des Zweiten Weltkriegs lebten in Eilenburg über 30.000 Menschen, unter anderem Flüchtlinge aus den Ostgebieten und dem Rheinland sowie Zwangsarbeiter. 

Als im April 1945 die Westfront bis Eilenburg vorgerückt war, setzte sich Thiede für die kampflose Übergabe der Stadt ein, konnte jedoch den Stadtkommandanten nicht zu einem Einlenken bewegen. Stattdessen forderte ein „Oberleutnant“ oder „Offizier“ der SS, Thiede vor ein Standgericht zu bringen, was aber nicht geschah. Als Bürgermeister verkündete Thiede das Scheitern seiner Bemühungen am frühen Morgen des 18. April 1945 auf dem Marktplatz der aufgebrachten Eilenburger Bürgerschaft. Seine Antwort auf das Ultimatum des Kommandeurs der amerikanischen Truppen vom 18. April 1945 lautet: 

„In Ihrem Schreiben vom 17. April 1945, überbracht vom Bürgermeister aus Wölpern, fordern Sie mich auf, am 18. April 1945 8,30 Uhr mich bei Ihnen zu [Ü]bergabeverhandlungen der Stadt Eilenburg einzufinden. Als Bürgermeister – Beamter aus dem zivilen Sektor – kann ich diese [Ü]bergabeverhandlungen mit Ihnen weder führen noch bestimmen. Die Befehlsgewalt der Stadt Eilenburg liegt in den Händen des militärischen Stadtkommandanten. Dieser erwartet auf demselben Wege wie zu mir von Ihnen eine Aufforderung zur [Ü]bergabe der Stadt. Ich darf erwarten, daß Sie, ehe Ihre Kampfhandlungen einsetzen, Verhandlungen mit dieser angegebenen militärischen Dienststelle führen.“

 Thiede soll in den folgenden Tagen wiederholt erfolglos auf eine Kapitulation gedrungen haben. Durch das mehrtägige schwere Artillerie-Feuer wurde die Stadt fast vollständig zerstört. Am 24. April übergab Thiede die Amtsgeschäfte an die Amerikaner, die den ehemaligen Rektor der Bergschule, Friedrich Tschanter, als Bürgermeister einsetzten.

### Entnazifizierung und Bürgermeister in Markdorf
Nach der Übergabe der Amtsgeschäfte als Eilenburger Bürgermeister wurde Thiede von den Amerikanern interniert und nach Westdeutschland verlegt. Seine Familie blieb zunächst in Eilenburg. Nach vierjähriger Gefangenschaft zog Thiede zu seiner Schwester nach München, wohin ihm seine Familie folgte und vorerst in Neubiberg ansässig wurde. Im Rahmen der Entnazifizierung wurde er als Mitläufer eingestuft. Er arbeitete in München zunächst in der Firma von Theodor Brannekämper als Bauleiter. Nach der Wiederherstellung seiner Beamtenrechte 1955/56 stellte sich Thiede 1957 in Markdorf (Landkreis Überlingen) als Bürgermeister zur Wahl und gewann diese knapp. 1965 wurde er – nun mit Unterstützung aller Ratsfraktionen – wiedergewählt. 1975 trat Thiede aus gesundheitlichen Gründen zurück und wurde am 28. August 1975 „feierlich und hoch geehrt“ aus dem Amt entlassen. Thiede starb am 24. September 1986.

## Ehrungen
- 1975: Goldener Ehrenring der Stadt Markdorf; verliehen anlässlich seiner feierlichen Entlassung als Bürgermeister
- Ehrenbürgerschaft der Stadt Ensisheim im Elsass; verliehen für seine Verdienste als Initiator der Städtepartnerschaft mit Markdorf